# 음력 10월 13일
음력 10월 13일은 음력 10월의 13번째 날이다.

## 사건
- 1392년 - 고려사 수찬 시작.

## 문화
- 1996년 - 서울 지하철 8호선 잠실 ~ 모란 구간 개통. (분당선 복정역이 환승역으로 개통.)
- 2010년 - 2011학년도 대학수학능력시험 실시.

## 탄생
- 1965년 - 대한민국의 배우 조민기.
- 1981년 - 대한민국의 가수 린.
- 1990년 - 대한민국의 래퍼 이민혁 (비투비).
- 1997년 - 대한민국의 가수 최병찬 (빅톤).

## 같이 보기
- 음력 360일: 1월 2월 3월 4월 5월 6월 7월 8월 9월 10월 11월 12월
- 전날:10월 12일 다음날:10월 14일 - 전달:9월 13일 다음달:11월 13일
- 양력:10월 13일
- 음력, 윤달